# Sabine Busch
Sabine Busch (* 21. November 1962 in Erfurt) ist eine ehemalige deutsche Leichtathletin, die bis 1990 für die DDR startete. Sie wurde dreimal Weltmeisterin – bei den Weltmeisterschaften 1983 und 1987 mit der 4-mal-400-Meter-Staffel der DDR und 1987 im 400-Meter-Hürdenlauf.

## Leben
Sie wurde bei den Europameisterschaften 1982 Vierte im 400-Meter-Lauf und – in Weltrekordzeit – Europameisterin mit der 4-mal-400-Meter-Staffel. Im Jahr darauf wurden die ersten Weltmeisterschaften veranstaltet, wo sie mit der DDR-Staffel gewann. Die 400 Meter Hürden wurden 1984 erstmals in das olympische Programm aufgenommen, wo sie aber wegen des Boykotts der Spiele durch die DDR nicht starten konnte. Im September 1985 stellte sie einen Weltrekord im 400-Meter-Hürdenlauf auf (53,55 s). Auf der Flachstrecke wurde sie 1985 und 1986 Halleneuropameisterin. Bei den Europameisterschaften 1986 gewann sie Silber über die Hürden und Gold mit der 4-mal-400-Meter-Staffel.
1987 wurde sie Hallenweltmeisterin im 400-Meter-Lauf. Im Sommer stellte sie über die Hürden in 53,24 s einen DDR-Rekord auf. Bei den Weltmeisterschaften in Rom gewann sie Gold über die Hürden und mit der DDR-Staffel. Bei den Olympischen Spielen 1988 in Seoul wurde sie Dritte mit der 4-mal-400-Meter-Staffel und Vierte im Hürdenlauf. Bei den Weltmeisterschaften 1991 schied sie im Zwischenlauf der Hürdenstrecke aus.
Sabine Busch startete für den SC Turbine Erfurt und trainierte bei Eberhard König. In ihrer Wettkampfzeit war sie 1,80 m groß und wog 66 kg. In den nach der Wende öffentlich gewordenen Unterlagen zum Staatsdoping in der DDR fand sich bei den gedopten Sportlerinnen auch der Name von Busch.

## Privates
Nach Heirat lebt Sabine Ascui heute mit ihrem Mann und zwei Söhnen in Bayern.

## Auszeichnungen (Auswahl)
- 1984 – Vaterländischer Verdienstorden in Gold
- 1986 – Stern der Völkerfreundschaft in Silber
- 1988 – Vaterländischer Verdienstorden in Bronze